# Scotophilus leucogaster
Scotophilus leucogaster (Cretzschmar, 1830) è un pipistrello della famiglia dei Vespertilionidi diffuso nell'Africa subsahariana.

## Descrizione

### Dimensioni
Pipistrello di medie dimensioni, con la lunghezza totale tra 107 e 129 mm, la lunghezza dell'avambraccio tra 43 e 58 mm, la lunghezza della coda tra 37 e 54 mm, la lunghezza del piede tra 10 e 13 mm, la lunghezza delle orecchie tra 11 e 17 mm e un peso fino a 27 g.

### Aspetto
La pelliccia è corta, liscia, soffice e lucida. Il corpo è robusto, la testa è grande. Le parti dorsali variano dal bruno-grigiastro al marrone chiaro, mentre le parti ventrali sono bianche negli individui sopra l'equatore, con dei riflessi gialli nelle popolazioni australi. Il muso è corto e largo, dovuto alla presenza di due masse ghiandolari sui lati. Le orecchie sono corte e ben separate tra loro. Il trago è lungo, affusolato, con la punta arrotondata e il margine anteriore concavo. Le membrane alari sono semi-trasparenti e marroni scure. La punta della lunga coda si estende leggermente oltre l'ampio uropatagio. Il cariotipo è 2n=36 FNa=50.

### Ecolocazione
Emette ultrasuoni sotto forma di impulsi di durata intermedia a frequenza quasi costante di circa 34 kHz. Tale configurazione è adatta alla predazione negli spazi aperti.

## Biologia

### Comportamento
Si rifugia singolarmente o in gruppi fino a 9 individui sotto le fronde secche di palme del genere Borassus, nelle cavità di grandi alberi come il baobab e sotto i tetti di case dove la temperatura esterna raggiunge anche i 40 °C. Entra in uno stato di torpore diurno a temperature sotto i 34 °C. L'attività predatoria inizia subito dopo il tramonto ed è notevolmente limitata durante la luna piena.

### Alimentazione
Si nutre di insetti catturati sopra spazi aperti, prevalentemente coleotteri ed emitteri durante le stagioni delle piogge e lepidotteri in quelle più secche.

### Riproduzione
Danno alla luce due piccoli all'anno tra novembre e dicembre.

## Distribuzione e habitat
Questa specie è diffusa nell'Africa subsahariana dalla Mauritania all'Etiopia ad est e al Mozambico meridionale a sud. Probabilmente è presente anche nel Sudafrica.
Vive nelle savane, boschi e foreste ripariali, praterie, boschi di miombo e mopane e paludi, come nel delta dell'Okavango.

## Tassonomia
Sono state riconosciute 2 sottospecie:
- S.l.leucogaster: Mauritania meridionale, Senegal, Gambia, Mali, Guinea-Bissau nord-occidentale, Guinea, Sierra Leone, Costa d'Avorio, Ghana, Togo, Benin, Burkina Faso, Niger meridionale, Nigeria, Camerun settentrionale, Repubblica Centrafricana meridionale, Ciad sud-occidentale, Etiopia nord-occidentale, Sudan del Sud, Uganda, Kenya nord-occidentale;
- S.l.damarensis (Thomas, 1906): Kenya sud-occidentale, Angola nord-occidentale, Zambia occidentale, Botswana e Zimbabwe settentrionali, Mozambico e Malawi meridionali, Namibia. Probabilmente è presente anche nel Parco nazionale Kruger, nel Sudafrica nord-orientale.

## Conservazione
La IUCN Red List, considerato il vasto areale e la popolazione presumibilmente numerosa, classifica S.leucogaster come specie a rischio minimo (Least Concern)).